# پلیس‌ها (فیلم)
پلیس‌ها (به انگلیسی: Cops) یک فیلم کوتاه کمدی صامت به مدت ۱۸ دقیقه به کارگردانی ادوارد اف کلاین با بازی باستر کیتون محصول کشور ایالات متحده آمریکا است.